# Stolen Moments (film)
Stolen Moments è un film muto del 1920 direto da James Vincent.
Il film segna l'ultima apparizione di Rodolfo Valentino in un ruolo da antagonista.

## Produzione
Il film fu girato dall'American Cinema Corporation a St. Augustine e Savannah.

## Distribuzione
Il film fu distribuito nelle sale statunitensi nel dicembre 1920. All'epoca Marguerite Namara era l'attrice più famosa nel cast, ma nel 1921 Valentino raggiunse il successo con I quattro cavalieri dell'Apocalisse e nel novembre 1922 il fu nuovamente distribuito dalla Select Pictures Corporation, nel tentativo di fare soldi grazie alla celebrità appena raggiunta dalla nuova star.